# فورميشن زد
فورميشن زد (بالإنجليزية: Formation Z)، هي لعبة فيديو يابانية، وهي من نوع شوتم أب، أنتجت اللعبة من قبل شركة جاليكو، وصدرت في الأسواق سنة 1984، حيث تعمل لمنصات نينتندو إنترتينمنت سيستم، إم إس إكس وآركيد.

## طريقة اللعبة
تتميز اللعبة بأن الرجل الآلي يتمكن من الطيران حسب توفر الوقود، ويهاجم الأعداء بالسلاح، وعليه أن يتجنب الهجمات الآلية والدبابات العسكرية ليفوز بالمرحلة.

## روابط خارجية
- فورميشن زد على موقع IMDb (الإنجليزية)